# Hr.Ms. Marten Harpertsz. Tromp (1906)

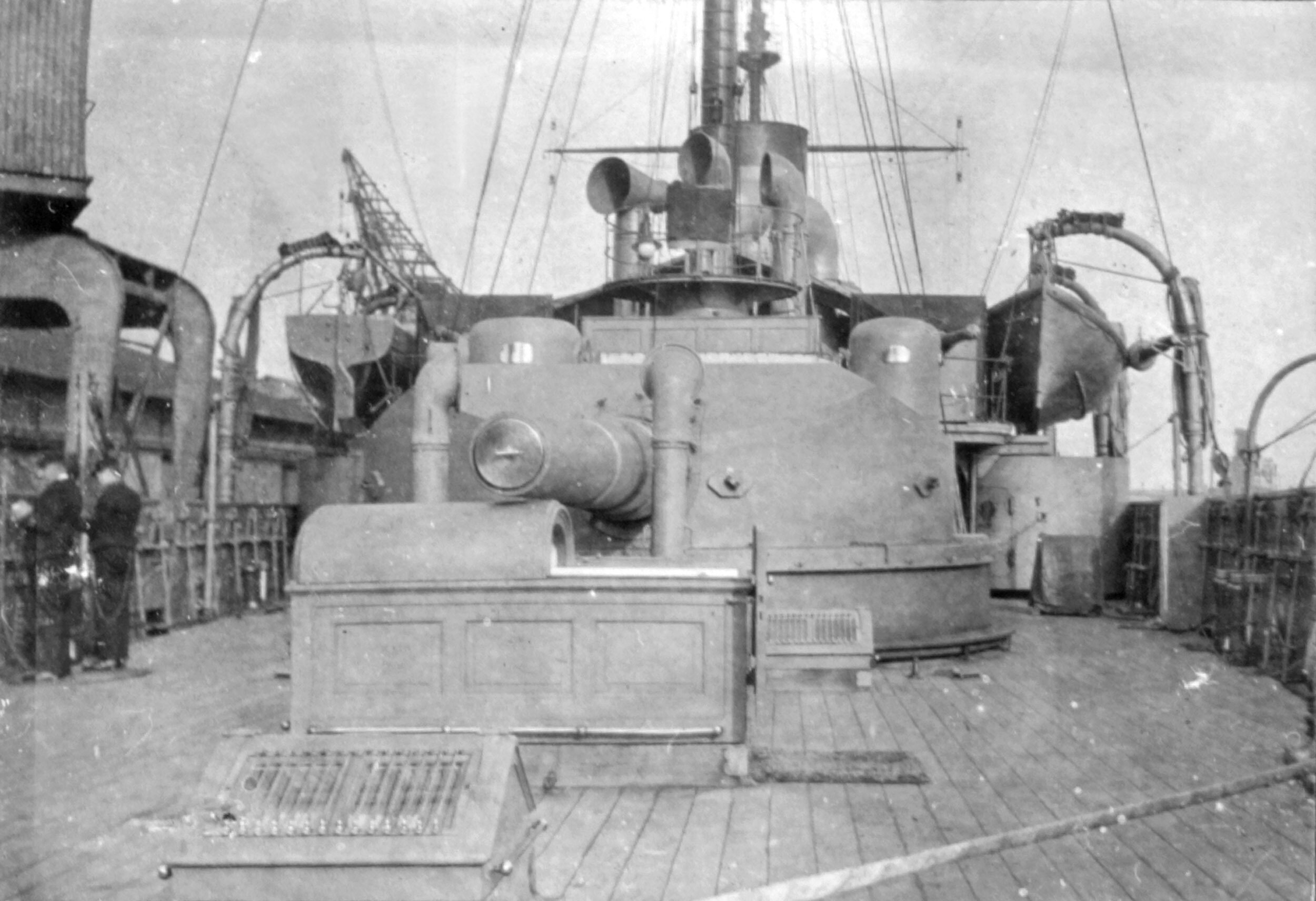
Het 24 cm kanon op het achterdek.

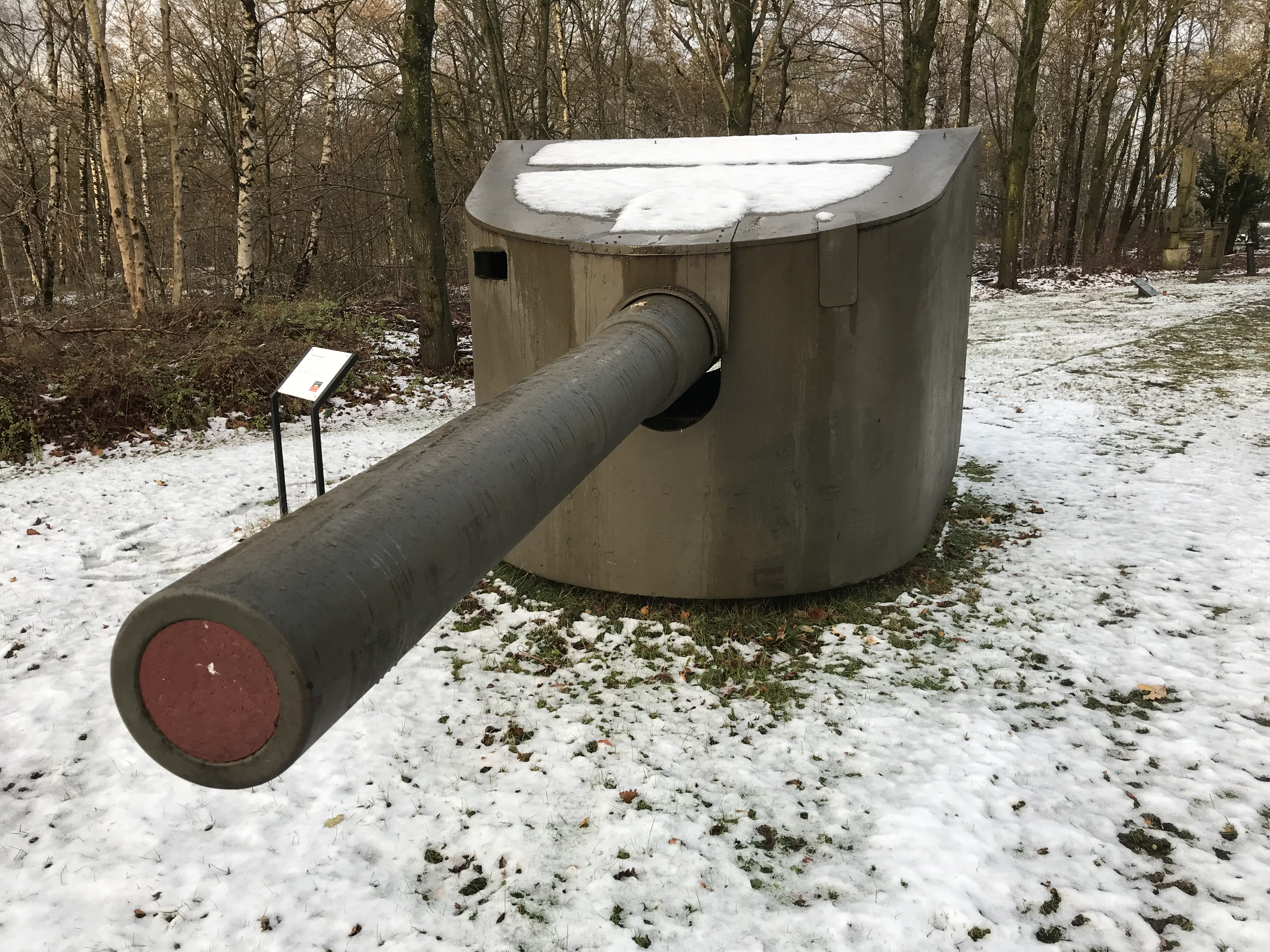
Bewaard gebleven kanon 15L40 in het Nederlands Artillerie Museum.

De Hr.Ms. Marten Harpertsz. Tromp was een uniek Nederlands pantserschip, gebouwd door de Rijkswerf in Amsterdam.

## Specificaties
De bewapening van het schip bestond uit twee enkele 240 mm kanonnen, vier enkele 150 mm kanonnen, acht enkele 75 mm kanonnen en drie 450 mm torpedobuizen. Het pantser langs de zij van de romp was 150 mm dik en het pantser rond de geschuttorens 200 mm dik. Het schip was 100,78 meter lang, 15,19 meter breed en had een diepgang van 5,69 meter. De waterverplaatsing bedroeg 5210 ton. De motoren van het schip leverden 6400 pk waarmee een snelheid van 16,5 knopen gehaald kon worden. Het schip werd bemand door 340 man.

## Diensthistorie
Het schip werd op 15 juni 1904 te water gelaten op de Rijkswerf te Amsterdam. Op 5 april 1906 werd de Tromp in dienst genomen door de Kapitein-ter-zee Koster de eerste commandant van het schip. Datzelfde jaar brengt de Tromp op 25 juni een bezoek aan Noorwegen waar Haakon VII van Noorwegen een officieel bezoek aan het schip brengt. Het schip was speciaal voor deze gelegenheid naar Noorwegen gevaren.
Op 10 augustus 1909 vertrok het schip samen met De Ruyter en Koningin Regentes vanuit Batavia voor een tocht naar de Filipijnen, Hongkong, China en Japan om de vlag te tonen.
3 maart 1920 voeren de Tromp en Hertog Hendrik vanuit Den Helder naar Azië voor vlagvertoon. Tijdens deze reis die vier maanden duurde bezochten ze onder andere de havens van Singapore, Saigon, Hongkong, Kobe en Manilla.
Van 21 juni tot 30 juli 1926 maakte het schip samen met de  Jacob van Heemskerck, de torpedoboten Z 7 en Z 8 en de onderzeeboten O 9 en O 11 een tocht vanuit Den Helder naar het Baltisch gebied. Tijdens de reis werden de havens van Kiel, Göteborg and Trondheim aangedaan.
In 1927 werd ze uit dienst genomen.

## Na de sloop
Na de sloop van het schip hebben diverse onderdelen een tweede leven gekregen.

### Fort Kijkuit
In 1935 werd de linker keermuur van de remise op Fort Kijkuit gesloopt. Op de vrijgekomen locatie kwam – tegen de linkerzijde van de voornoemde remise – een gewapend betonnen onderkelderde kazemat voor twee stuks zware mitrailleurs. De voorzijde van deze kazemat is deels afgedekt met een gronddekking en deels met pantserplaten afkomstig van het pantserschip.

### Batterij V in Hoek van Holland
In 1937 begon de aanleg van batterij V in Hoek van Holland. De vier kanonnen met een kaliber van 150mm van de Tromp werden hier geplaatst. Plaatsing op het land was alleen mogelijk als de situatie op het dek van het schip, met onderliggende munitiemagazijnen, kon worden benaderd. De kanonnen kwamen hierdoor op een hoog betonwerk. Onder het kanon kwam een magazijn en de granaten werden met een munitielift, ook afkomstig van het pantserschip, van zes meter hoog naar boven gebracht. Op 14 mei 1940 werden de kanonnen door het eigen personeel onbruikbaar gemaakt.